# Ерик Моралес
Ерик Моралес (на испански: Eric Morales) е мексикански режисьор, реализирал цялата си кариера в мексиканската компания Телевиса. Работил е с продуцентите Хисел Гонсалес, Роберто Гомес Фернандес, Хосе Алберто Кастро, Карла Естрада, Лусеро Суарес, Салвадор Мехия и Натали Лартио.
През 1998 г. Ерик Моралес е асистент-режисьор на теленовелата Право на любов, режисирана от Моника Мигел и Мигел Корсега и продуцирана от Карла Естрада, с участието на Елена Рохо, Адела Нориега, Рене Стриклер и Андрес Гарсия.
През 2001 г. дебютира като режисьор в локация (втори режисьор) в теленовелата Деветата заповед, продуцирана от Лусеро Суарес, с участието на Даниела Кастро.
През 2008 г. дебютира като главен режисьор в теленовелата Душа от желязо, продуцирана от Жисел Гонсалес и Роберто Гомес Фернандес.

## Творчество

### Режисьор
- Изгрев (2025)
- Любовта няма рецепта (2024)
- Непобедима любов (2023)
- Последният крал (2022)
- Свърталище на вълци (2019)
- Поддавам се на изкушението (2017-2018)
- Кандидатката (2016-2017)
- Яго (2016)
- Не вярвам на мъжете (2014-2015)
- Бурята (2013)
- Изпратен от небето (2012)
- Да обичаш отново (2010-2011)
- Море от любов (2009-2010)
- Душа от желязо (2008-2009)
- Любов моя (2007)

### Режисьор в локация
- Първа част на Дума на жена (2007)
- Мащехата (2005)
- Руби (2004)
- Клап, мястото на твоите мечти (2003-2004)
- Истинска любов (2003)
- Играта на живота (2001-2002)
- Деветата заповед (2001)

### Асистент-режисьор
- Къщата на плажа (2000)
- Право на любов (1998-1999)

### Скриптер
- Есмералда (1997)

## Награди и номинации
Награди TVyNovelas
| Година | Категория          | Теленовела                 | Резултат  |
| ------ | ------------------ | -------------------------- | --------- |
| 2020   | Най-добър режисьор | Свърталище на вълци        | Номиниран |
| 2018   | Най-добър режисьор | Поддавам се на изкушението | Печели    |
| 2017   | Най-добър режисьор | Кандидатката               | Печели    |
| 2015   | Най-добър режисьор | Не вярвам на мъжете        | Печели    |
| 2009   | Най-добър режисьор | Душа от желязо             | Печели    |
| 2006   | Най-добър режисьор | Мащехата                   | Печели    |

- TV Adicto Golden Awards

| Година | Категория          | Теленовела          | Резултат |
| ------ | ------------------ | ------------------- | -------- |
| 2019   | Най-добър режисьор | Свърталище на вълци | Печели   |